# رادکوفکا
رادکوفکا (انگلیسی: Radkovka) یک شهرک در بخش پروخوروفسکی استان بلگورود کشور روسیه است.